# Rochebaucourt
Rochebaucourt est un village et ancienne municipalité du Québec située dans la MRC d'Abitibi en Abitibi-Témiscamingue. En 2023, elle fusionne avec La Morandière pour former la municipalité de La Morandière-Rochebaucourt.

## Toponymie
Le nom rend hommage au capitaine La Rochebaucourt. officier du régiment de Languedoc et aide de camp du général Louis-Joseph de Montcalm.

## Histoire
- 1916 : Fondation du canton de Rochebaucourt.
- 1er janvier 1983 : Le canton de Rochebaucourt devient la municipalité de Rochebaucourt.
- 2007: Au pays des colons, documentaire de Denys Desjardins, tourné à Rochebaucourt, qui discute des enjeux régionaux.

## Démographie
| 1991 | 1996 | 2001 | 2006 | 2011 | 2016 |
| ---- | ---- | ---- | ---- | ---- | ---- |
| 243  | 227  | 215  | 177  | 161  | 131  |

## Administration
Les élections municipales se font en bloc pour le maire et les six conseillers.
| Rochebaucourt Maires depuis 2001                                                                                     |                        |         |          |
| Élection | Maire                  | Qualité | Résultat |
| 2001 | Daniel Lalancette      |         | Voir     |
| 2005 | Daniel Lalancette      | Voir    |          |
| 2009 | Gaby Chiasson Yergeau  |         | Voir     |
| 2013 | Marc-Antoine Pelletier |         | Voir     |
| 2017 | Marc-Antoine Pelletier | Voir    |          |
| 2021 | Alain Trudel           |         | Voir     |
| Élection partielle en italique Depuis 2005, les élections sont simultanées dans toutes les municipalités québécoises |                        |         |          |

|  |